# NGC 6740
NGC 6740 (другие обозначения — PGC 62675, UGC 11388, MCG 5-45-1, IRAS18587+2841) — спиральная галактика (Sb) в созвездии Лира.
Этот объект входит в число перечисленных в оригинальной редакции «Нового общего каталога».